# 하이쿠키
《하이쿠키》는 대한민국의 웹드라마이다.

## 줄거리
한입만 먹어도 욕망을 실현시켜 주는 의문의 수제 쿠키가 엘리트 고등학교를 집어 삼키면서 벌어지는 이야기

## 등장 인물

### 주요 인물
- 남지현 : 최수영 역
- 최현욱 : 서호수 역
- 김무열 : 유성필 / 최건우 역
- 정다빈 : 최민영 역

### 주변 인물
- 서범준 : 송진우 역
- 채서은 : 박희진 역

### 그 외 인물
- 김민 : 곽민준 역
- 최지수 : 박지혜 역
- 정재성 : 박상길 역
- 허정도 : 김윤범 역
- 정희태 : 류진철 역
- 장영남 : 조원주 역
- 미상 : 학교전담경찰관 역
- 미상 : 서호수의 엄마 역
- 박윤석 : 찍찍이 역
- 윤제문 : 허 실장 역

### 특별 출연
- 권지우

## 참고 사항
- 한 부가 두 개의 파트(회차)로 나뉘어진 총 10부 및 20파트(회차) 구성.
- 1파트(회차)당 3~40여분 분량의 미드폼 방식.
- 김무열과 정다빈은 SBS 수목 드라마 《일지매》 이후로 16년 만에 재회하여 캐스팅 되었다.